# Rifamicina
Le rifamicine sono un gruppo di antibiotici sintetizzati dal batterio Amycolatopsis rifamycinica e sono una sottoclasse della più ampia famiglia delle ansamicine. Le rifamicine sono particolarmente efficaci contro i micobatteri e sono quindi utilizzate per trattare malattie come la tubercolosi, la lebbra e le infezioni da micobatterio avium complex.

## Rifamicine disponibili
- Rifampicina
- Rifabutina
- Rifapentine
- Rifaximina